# Saint-Thomas-de-Courceriers
Saint-Thomas-de-Courceriers là một xã của tỉnh Mayenne, thuộc vùng Pays de la Loire, tây bắc nước Pháp.